# 王位排除法案
王位排除法案（おういはいじょほうあん、Exclusion Bill）は、カトリックであることが公然の秘密となっていたヨーク公ジェームズ（後のジェームズ2世）のイングランド王位継承権を剥奪するためにイングランド議会に提出された法案。実兄の国王チャールズ2世の反対にあって挫折し、チャールズ2世の没後にジェームズが王位を継承した。

## 概要
チャールズ2世には王位継承権を持った子供がいなかったことから、一番近い王位継承者は実弟であるヨーク公ジェームズであった。ところが、ジェームズは1670年以後公然とカトリック信仰を示す動きに出ており、プロテスタントが多数であるイングランド国民の反感を買っていた。
1678年にいわゆる「カトリック陰謀事件」が勃発すると、カトリックに対する反感が高まり、シャフツベリ伯爵アントニー・アシュリー＝クーパーを中心とする地方派と呼ばれる人々はジェームズに王位継承を行わせることに不安を抱き、ジェームズの王位継承権を剥奪する一方、本来は王位継承権の無いチャールズ2世の庶子であるモンマス公ジェームズ・スコットに王位継承を認めるように働きかけを強めた。
地方派は1679年3月に議会に対してカトリック信者を王位継承から排除する法案を提出した。これに対して宮廷派と呼ばれていた親チャールズ2世派は王位継承は血統を優先すべきであるとしてこれに反発、7月に下院は通過したもののチャールズ2世は議会解散でこれに対抗した。だが、翌月の選挙では地方派が勝利したため、チャールズ2世は議会に停会を命じて議会召集を事実上拒否した。このため、地方派に同調して議会開催を求める動きが広がり、地方派を中心とした「請願派」が成立した。これに対して議会停会を支持する宮廷派は「嫌悪派」とも呼ばれた。
1680年10月になってようやく新議会が開かれると、請願派は2度目の法案提出を行った。翌月法案は下院を通過したものの、嫌悪派が多数を占める上院はこれに対する反発を強め、下院側の否決すれば国王への供与金（封建的租税の廃止の代わりに消費税から国王に支給された予算）の支払を凍結するという警告にもかかわらず法案を60対30で否決した。これに自信を持ったチャールズ2世は翌1681年1月に議会を再度解散した。
3月に開かれた次の議会は請願派への支持が強いロンドンを避けてオックスフォードで召集された。だが、請願派は3度目の法案提出を行ったために、チャールズ2世はわずか1週間で議会を解散して、以後死ぬまで議会を召集しなかった。この間に、カトリックの国王誕生に期待する従兄のフランス王ルイ14世からイングランド王室への財政援助が決定されたために、供与金のために議会との妥協を行う必要性が無くなり、地方派の地盤を崩してシャフツベリ伯をロンドン塔へ投獄、亡命に追い込んだ。続いてライハウス陰謀事件が発生、指導者層が陰謀の首謀者として逮捕・処刑されたため請願派の動きは衰退し、1685年のチャールズ2世の没後にヨーク公ジェームズが新国王として即位した（ジェームズ2世）。モンマスはジェームズ2世即位直後に反乱を起こしたが、敗れて処刑された。
この一連の過程の中で、地方派→請願派と宮廷派→嫌悪派の対立が激化して、後のホイッグ党・トーリー党の結成へと発展した。また、この議論中の1680年に王権神授説を擁護したロバート・フィルマー（1653年没）の『父権論』が刊行されたことに対して、ジョン・ロックが厳しく批判し、名誉革命後の1690年に『市民政府二論』として刊行された。イングランドでは歴史的に王権神授説は成立し得ないとするロックの批判は、一部のジャコバイトを除いたホイッグ、トーリー双方から基本的に受け入れられて、イギリスにおける絶対王政の可能性を否定される結果となった。